# رشحه
بیگُم دختر هاتف، متخلص به رَشحه*،‏ (۱۱۹۸ ه‍.ق - ؟) شاعر ایرانی در دوران قاجار بود.

## زندگی‌نامه
پدرِ بیگم (هاتف اصفهانی)، شوهرش (میرزا علی‌اکبر، متخلص به «نظیری»)، پسرش (میرزا احمد متخلص به «کشته»)، و برادرش (سید محمد متخلص به «سحاب») نیز همگی شاعر بودند.مقام شعریِ بیگم از برادرش «سحاب» بلندتر بود. او از سادات بود و مدح بعضی از دختران و پسران فتحعلی‌شاه قاجار می‌گفت. محمودمیرزا در تذکرهٔ نقل مجلس می‌نویسد «رشحه شاعری بسیار توانا بود و «با لاله خاتون و مهری هروی و مهستی گنجوی، که مهتر و بهترِ شعرای نسوان می‌باشند، همسر و برابر است.»تاریخ دقیق مرگ وی مشخص نیست، ولی تا سال ۱۲۳۱ ه‍. ق رشحه هنوز زنده بوده‌است.یگم دختر هاتف، متخلص به رَشحه متولد 1168 شمسی یک شاعره ایرانی در دوران قاجار بود. او و پدرش هاتف اصفهانی، شوهرش میرزا علی اکبر (نظیری)، پسرش میرزا احمد (کشته) و برادرش سید محمد (سحاب)، همگی شاعر بودند. مقام و جایگاه شعری بیگم از برادرش «سحاب» بلندتر و پر آوازه تر بود، او همچنان از خانواده سادات بود. او در مدح دختران و پسران فتحعلی شاه قاجار شاعری توانا بود شعر های زیادی سرود و مورد توجه ویژه دربار قاجاری بود. محمودمیرزا از توانایی شعری او تعریف کرده و دیوان شعر بیگم را به گفته‌ی او از بهترین دیوان‌های یک زن شاعر ایرانی دانسته است. متأسفانه دیوان او در دسترس نیست ولی تذکره نقل مجلس به شعرهایش اشاره شده.
رشحه در اشعار او به معنای چکه و قطره بوده و او از پدرش علوم انسانی و صرف و نحو را آموخته و با نظیری ازدواج کرده است.

## آثار
دیوان شعر بیگم، به گفتهٔ محمودمیرزا، سه‌هزار بیت شعر داشت که از بهترین و بزرگترین دیوان‌های یک زن شاعر ایرانی بود که در دست نیست. در تذکرهٔ نقل مجلس صد بیت از شعرهای او و در ضمیمهٔ دیوان هاتف هفتادوپنج بیت آمده‌است.

## نمونه شعر
| غم نه، گر خاکم به باد از تندیِ خوی تو رفت |  | غم از آن دارم که محروم از سر کوی تو رفت |
| گلشن خلدش شود گر جا نیاساید دگر          |  | «رشحهٔ» مسکین که محروم از سر کوی تو رفت  |

بخشی از یک غزل:
| جفا و جور تو عمری بدین امید کشیدم   |  | که بینم از تو وفایی، گذشت عمر و ندیدم |
| سزای آن‌که تو را برگزیدم از همه عالم |  | ملامت همه عالم ببین چگونه شنیدم       |

| فلک کینه‌گرا دوش به آهنگ جفا            |  | نیم‌شب پای فروهشت به کاشانهٔ ما       |
| گفتم: از بهر چه کار آمده‌ای، گفت که جور |  | گفتم: از بهر چه تقصیر بُوَد، گفت: وفا |
| هر کجا نام ز دانش همه آفاق حجاب        |  | هر کجا ذکر به نامش همه افلاک حیا    |